# Idiocerus trifasciatus
Idiocerus trifasciatus är en insektsart som beskrevs av Carl Ludwig Kirschbaum 1868. Idiocerus trifasciatus ingår i släktet Idiocerus och familjen dvärgstritar. Inga underarter finns listade i Catalogue of Life.